# Megami kōhosei
Megami kōhosei (?, 新世紀エヴァンゲリオン, 女神候補生), noto con il titolo di Pilot Candidate è un manga scritto e illustrato da Yukiru Sugisaki. La serie si svolge in un lontano futuro in cui gli esseri umani vivono in alcune colonie spaziali e un unico pianeta abitabile chiamato Zion. La trama segue Zero Enna e i suoi compagni candidati, i quali cercano di dimostrare di essere degni di pilotare dei mecha chiamati "Ingrid" o  "Dee". Queste gigantesche armi umanoidi rappresentano l'unica arma difensiva a disposizione dell'umanità contro una minaccia ostile e aliena nota come "Vittima".
Megami kōhosei è stato pubblicato per la prima volta rivista mensile Wani Books Comic Gum. I 26 capitoli sono stati poi raccolti in cinque tankōbon e pubblicati tra il 1997 e il 2001. Il manga originale è stato adattato in una serie animata composta da dodici episodi diretta da Mitsuru Hongo e prodotta da Xebec, una sussidiaria della Production I.G. L'adattamento è andato in onda sul canale satellitare giapponese NHK BS2 all'inizio del 2000. Un Original Video Animation fu distribuito in Giappone nel 2002, fungendo da tredicesimo e ultimo episodio.